# Ierland op het Eurovisiesongfestival 2020
Ierland zou deelnemen aan het Eurovisiesongfestival 2020 in Rotterdam, Nederland. Het zou de 54ste deelname van het land aan het Eurovisiesongfestival geweest zijn. RTE was verantwoordelijk voor de Ierse bijdrage voor de editie van 2020. 

## Selectieprocedure
Op 26 september 2019 gaf de Ierse omroep te kennen te zullen deelnemen aan het komende Eurovisiesongfestival. Net als voorgaande jaren maakte RTE gebruik van een interne selectie om zijn kandidaat te kiezen. De selectie bestond uit een open inschrijving voor zowel componisten als artiesten, terwijl RTE ook zelf actief op zoek ging naar geschikte artiesten en nummers. Voorwaarde daarbij was dat de artiest ervaring heeft met het optreden voor een groot publiek. De inschrijving ging open op 26 september en liep tot 25 oktober 2019. Op 5 maart maakte de Ierse omroep bekend dat zangeres Lesley Roy was geselecteerd met het nummer Story of my life. 

## In Rotterdam
Ierland zou aantreden tijdens de eerste halve finale op dinsdag 12 mei. Het Eurovisiesongfestival 2020 werd evenwel geannuleerd vanwege de COVID-19-pandemie.
1965 · 1966 · 1967 · 1968 · 1969 · 1970 · 1971 · 1972 · 1973 · 1974 · 1975 · 1976 · 1977 · 1978 · 1979 · 1980 · 1981 · 1982 · 1983 · 1984 · 1985 · 1986 · 1987 · 1988 · 1989 · 1990 · 1991 · 1992 · 1993 · 1994 · 1995 · 1996 · 1997 · 1998 · 1999 · 2000 · 2001 · 2002 · 2003 · 2004 · 2005 · 2006 · 2007 · 2008 · 2009 · 2010 · 2011 · 2012 · 2013 · 2014 · 2015 · 2016 · 2017 · 2018 · 2019 · 2020 · 2021 · 2022 · 2023 · 2024 · 2025
Albanië · Armenië · Australië · Azerbeidzjan · België · Bulgarije · Cyprus · Denemarken · Duitsland · Estland · Finland · Frankrijk · Georgië · Griekenland · Ierland · IJsland · Israël · Italië · Kroatië · Letland · Litouwen · Malta · Moldavië · Nederland · Noord-Macedonië · Noorwegen · Oekraïne · Oostenrijk · Polen · Portugal · Roemenië · Rusland · San Marino · Servië · Slovenië · Spanje · Tsjechië · Verenigd Koninkrijk · Wit-Rusland · Zweden · Zwitserland